# Rhampholeon nebulauctor
Rhampholeon nebulauctor — вид ігуаноподібних ящірок родини хамелеонових (Chamaeleonidae). Ендемік Мозамбіку.

## Поширення і екологія
Rhampholeon nebulauctor мешкають на схилах гори Чіпероне на заході центрального Мозамбіку. Вони живуть у вологих гірських тропічних лісах, на висоті від 1000 до 1100 м над рівнем моря. Вдень шукають їжу в лісовій підстилці, серед опалого листя, а на ніч перебираються на низько розташовані гілки кущів в підліску.

## Збереження
МСОП класифікує цей вид як вразливий. Rhampholeon nebulauctor може загрожувати знищення природного середовища.